# Final Fantasy VII
Vous lisez un « article de qualité » labellisé en 2007.
Pour les articles homonymes, voir FF7.
Cet article concerne le jeu vidéo. Pour le film en images de synthèse, voir Final Fantasy VII Advent Children.
Final Fantasy VII (ファイナルファンタジーVII, Fainaru Fantajī Sebun) est un jeu vidéo de rôle développé par Square (devenu depuis Square Enix) sous la direction de Yoshinori Kitase et sorti en 1997 sur Playstation, constituant le septième opus de la série Final Fantasy. Premier jeu de la série à être produit pour la console de Sony  ainsi que pour les ordinateurs dotés de Windows, c’est aussi le premier Final Fantasy à utiliser des graphismes en 3D avec des personnages rendus en temps réel et des arrière-plans précalculés.
L’histoire du jeu, dans une perspective eschatologique, est centrée sur le combat d’un groupe éco-terroriste nommé « Avalanche » contre une puissante organisation appelée la « Shinra », qui exploite jusqu'à épuisement l’énergie vitale de la planète pour produire de l'énergie et des armes. Au fur et à mesure du jeu, le conflit s’intensifie et l'avenir du monde devient l'enjeu majeur.
Énorme succès critique et commercial, le jeu s’est vendu à plus de 9,7 millions d’exemplaires à travers le monde, ce qui contribua grandement à amorcer le succès de la PlayStation, ainsi que l’exportation des RPG du même type hors du Japon. La grande popularité du jeu pousse Square Enix à produire une série de suites et de préquelles à partir de 2004, réunies sous le titre collectif de Compilation of Final Fantasy VII.
Un remake du jeu sous forme de trilogie est en cours de publication par Square Enix. Le premier épisode, Final Fantasy VII Remake, comprend la partie du jeu original se déroulant à Midgar, est sortie sur PlayStation 4 en avril 2020, puis sur PlayStation 5 et Microsoft Windows en 2021. La deuxième partie, Final Fantasy VII Rebirth, est sortie sur PlayStation 5 le 29 février 2024, tandis que la troisième partie est en cours de développement.

## Trame

### Univers
Là où les précédents Final Fantasy se cantonnaient aux mondes médiévaux-fantastiques ou semi-industriels, Final Fantasy VII suit les traces de Final Fantasy VI et s’inscrit dans un univers de science-fiction où les progrès technologiques et scientifiques correspondent à un futur proche,.
Le monde de Final Fantasy VII, une planète nommée rétroactivement Gaïa, est composé de quatre continents principaux et de plusieurs îles. Midgar est une vaste cité industrielle sur le continent oriental, clairement influencée par l’esthétique cyberpunk, dans la lignée de certains films comme Blade Runner, qui fut l’une des sources d’inspiration du début du jeu. On y trouve le siège de la Shinra Electric Power Company (Shinra), une puissante entreprise qui domine le monde à la fois économiquement, politiquement et militairement. Celle-ci n’hésite pas à recourir à la force pour satisfaire ses ambitions, et possède notamment d’énormes canons dans la base militaire de Junon, sur la côte ouest du même continent. Sur le continent central, on peut trouver la ville de Nibelheim, le village de Cosmos Canyon, où les habitants vivent en harmonie avec la nature, ainsi que le Gold Saucer, un parc d’attraction. Le continent nord, recouvert de glace, abrite entre autres un cratère antique ainsi que la capitale des Cetras, ancien peuple autrefois protecteur de la planète. Finalement, le continent Ouest abrite une ville isolée du nom de Utai.
À bien des égards, Gaïa est présentée comme une planète qui réagit à la manière d’un organisme vivant. Sous son écorce s’écoule la Rivière de la vie, formée des âmes des êtres vivants qui ont habité la planète, elle représente en quelque sorte la conscience de Gaïa. Ainsi, lorsque la Shinra utilise d’énormes machines connues sous le nom de réacteurs Mako pour extraire l’énergie Mako des entrailles de Gaïa pour des usages domestiques, industriels ou directement militaires, elle puise en réalité l’énergie spirituelle de la Rivière de la vie et affaiblit grandement la planète. La condensation de l’énergie Mako permet par la suite à la Shinra de produire des matérias, de petites pierres qui possèdent des pouvoirs magiques très utiles lors des combats. Celles-ci contiennent entre autres le savoir des anciens Cetras.

### Personnages
Cloud Strife est le personnage principal du jeu ; le joueur suit l’ensemble de ses actions et le dirige lors des déplacements du groupe à travers le monde. Mercenaire taciturne au début du jeu, il se présente comme un ex-SOLDAT de première classe. Il prend la tête du groupe d’aventuriers au fur et à mesure du récit.
Plusieurs personnages se joignent à lui, ce qui permet au joueur de les contrôler lors des combats. Aeris Gainsborough est une jeune marchande de fleurs vivant dans les taudis de Midgar, poursuivie depuis qu’elle est petite par la Shinra. Tifa Lockhart est une spécialiste en arts martiaux, amie d’enfance de Cloud, auquel elle est très attachée. Barret Wallace est le chef impulsif de la seconde incarnation d’AVALANCHE, une organisation anti-Shinra. Rouge XIII (ou Nanaki) est une sorte de fauve doué de parole, anciennement sujet d’expériences pour des scientifiques de la Shinra. Cait Sith est un chat diseur de bonne aventure, personnage à l’aspect loufoque, il chevauche en permanence un énorme mog en peluche. Cid Highwind est un pilote d’aéronef qui rêve d’être le premier homme à partir dans l’espace. Il existe deux personnages secrets contrôlables : le sombre Vincent Valentine, ex-membre de l’unité spéciale des Turks qui a été tué et ramené à la vie en tant que sujet de recherche, et Yuffie Kisaragi, une jeune ninja originaire de Utai.
Dans la première partie du jeu, le président Shinra, puis son fils Rufus sont les principaux antagonistes. Personnages avides et despotiques, ils contrôlent l’ensemble des activités de la compagnie. Les membres du groupe ont tous été victimes de la tyrannie de la Shinra par le passé ; certains en ont gardé de la désapprobation ou de la rancœur, voire de la haine pour les plus farouches, Barret notamment.
Par la suite, un homme mystérieux du nom de Sephiroth fait son apparition et devient peu à peu l’antagoniste principal du jeu. Il apparaît bientôt comme une grande menace pour la planète, ce qui pousse AVALANCHE et la Shinra Company à le pourchasser. Ex-membre légendaire du SOLDAT, il est doté d’une force hors du commun grâce aux cellules de Jénova qui ont été implantées dans son corps. On le reconnaît facilement à son long manteau noir, ses cheveux gris et son immense katana. Une partie de son esprit est contrôlée par Jénova, un organisme extra-terrestre qui essaie de prendre possession de la planète. Les scientifiques de la Shinra ont injecté ses cellules aliennes dans les corps de Sephiroth et Cloud, ce qui permet à la créature d’avoir une forte influence sur leurs actions.
Au sein de la Shinra, plusieurs directeurs de sections jouent un rôle important : Reeve Tuesti est chef du développement urbain, le professeur Hojo est chef du département des sciences, Palmer est Chef de l’Exploration Spatiale, Scarlet, chef du développement et de la recherche d’armes et Heidegger est chef du département de préservation de la paix. Celui-ci est également le chef de l’unité spéciale des Turks, dirigée par Tseng et composée d’Elena, de Rude, et de Reno.

### Scénario
L’histoire commence lorsque Cloud, mercenaire taciturne, rejoint le groupe éco-terroriste AVALANCHE basé à Midgar, une vaste cité industrielle. Le groupe se compose entre autres de Tifa, une amie d’enfance de Cloud et de Barret, leur chef. AVALANCHE lutte contre la Shinra, une multi-nationale qui produit de l’énergie Mako en prélevant l’énergie spirituelle de la Rivière de la vie des entrailles de la planète Gaïa.
AVALANCHE effectue un raid sur l’un des réacteurs Mako de la ville et le détruit, mais lors d’une seconde attaque le groupe est piégé par la Shinra. Alors que le second réacteur explose, Cloud est éjecté et chute dans les vastes bidonvilles qui composent les niveaux inférieurs de Midgar. Là, il fait la connaissance d’Aeris et accepte de la protéger des Turks, une unité spéciale de la Shinra qui a ordre de la capturer. Après l’avoir défendue de ses ravisseurs, Cloud, guidé par Aeris, tente de rejoindre AVALANCHE. Ils retrouvent Tifa au secteur 6 et apprennent que la Shinra a découvert l’emplacement de la cachette du groupe, et projette de faire s’effondrer le niveau supérieur du secteur 7 sur les habitations en contrebas en faisant croire à un attentat d’AVALANCHE. Malgré les efforts du groupe pour les en empêcher, le secteur est détruit et une grande partie de ses habitants meurt. Par ailleurs, les Turks capturent Aeris, dont on découvre alors qu’elle est la dernière représentante de la race des Cetras, plus communément appelés les Anciens, des êtres mythiques étroitement liés à Gaïa. Le président de la Shinra estime qu’Aeris peut le conduire à une mythique terre de fertilité connue sous le nom de « Terre promise », où il espère obtenir facilement de l’énergie Mako.
Tifa, Barret et Cloud se rendent alors au siège de la Shinra et libèrent Aeris ainsi que Rouge XIII (une sorte de lion doué de parole) qui se joint au groupe. Mais tandis qu’ils s’échappent du bâtiment, ils trouvent les corps tailladés de nombreux employés ainsi que celui du président Shinra. Un dirigeant épargné leur apprend que le coupable est un homme appelé Sephiroth jusqu’alors considéré comme mort, et qu’il a emporté du centre de recherches le corps sans tête d’une créature nommée Jénova.
AVALANCHE décide alors de poursuivre Sephiroth, craignant que ses intentions pour Gaïa ne soient pires que celles de la Shinra. En chemin, Cloud raconte au groupe ses souvenirs au sein du corps d’élite de la Shinra, le SOLDAT, en compagnie de son champion d’alors, le grand Sephiroth, lors d’une mission au réacteur Mako de Nibelheim : Sephiroth y découvre ses origines prométhéennes, mais ignorant tout des détails, arrive à la conclusion qu’il est un Cetra fabriqué à partir des cellules de Jénova. Rendu fou par sa découverte, il brûle la ville et décide de tuer tous les descendants de ceux qui avaient jadis abandonné les Cetras lors de la défense de la planète, récupérant le corps de Jénova dans le réacteur Mako pour qu’ensemble ils reprennent la planète des mains de ces traitres. Sephiroth est alors vaincu par Cloud et, sombrant dans un puits de Mako, est considéré comme mort… jusqu’à sa réapparition dans le bâtiment Shinra. Pour ces raisons, la recherche de Sephiroth devient pour Cloud un enjeu personnel. Au cours de cette poursuite, plusieurs alliés se joignent au groupe : la marionnette Cait Sith, le pilote Cid, le ténébreux Vincent, et Yuffie, une jeune ninja. Au cours du voyage, chaque membre du groupe fait face à des conflits personnels en rapport avec son passé.
Par la suite, le véritable plan de Sephiroth est peu à peu révélé : il prévoit d’invoquer un énorme Météore pour blesser la planète et l’inciter à rassembler son énergie spirituelle au point d’impact. Il compte ensuite entrer dans la fissure créée, et obtenir l’énergie spirituelle ainsi rassemblée, afin d’obtenir un pouvoir semblable aux dieux. Pour l’en empêcher, AVALANCHE parvient à mettre la main sur la matéria noire, nécessaire pour activer le Météore, avant Sephiroth. Mais alors qu’il rejoint le groupe, et par un mystérieux pouvoir, Sephiroth force Cloud à la lui donner. Ayant acquis une meilleure compréhension de ses pouvoirs et de son héritage, Aeris décide d’arrêter Sephiroth par ses propres moyens. Mais inquiet pour sa sécurité, AVALANCHE part à sa poursuite sur le continent nord, et la retrouve dans l’ancienne capitale des Cetras alors qu’elle est en train de prier pour la planète. Sephiroth, caché, tente une fois de plus de prendre le contrôle de l’esprit de Cloud, et lui dicte de la tuer. Mais celui-ci résiste à son emprise grâce à ses amis. Sephiroth bondit alors depuis le ciel et assassine lui-même la jeune femme. Cloud et le groupe décident alors qu’il leur faut vaincre Sephiroth à tout prix.
Plus tard, le groupe retrouve des enregistrements vidéo du professeur Gast, un chercheur de la Shinra, et d’Ifalna, épouse de Gast et mère d’Aeris, expliquant que Jénova est en réalité une créature extraterrestre arrivée sur la planète il y a deux mille ans via une météorite, et avide de détruire toute forme de vie. Pour se défendre, la planète créa alors des monstres géants appelés Armes. De nombreux Cetras furent emportés par le désastre, mais un petit groupe de survivants finit par vaincre Jénova, et à la confiner dans la fissure du Cratère Nord créé lors de l’impact de la météorite. La menace écartée, les Armes tombèrent alors dans un profond sommeil. Mais presque deux mille ans plus tard, les restes de Jénova sont mis au jour par le professeur Gast, qui croit découvrir un Cetra.
Lorsque AVALANCHE atteint le cratère antique, le groupe parvient à récupérer la matéria noire en affrontant une nouvelle fois Jénova. Une fois au plus profond du cratère, Sephiroth apprend à Cloud que, contrairement à ses souvenirs, il n’était pas à Nibelheim lors de la fameuse mission, et lui transmet les images d’un officier du SOLDAT aux cheveux noirs. Celui-ci semble occuper la place de Cloud dans sa mémoire. Il lui apprend également qu’il n’est que le survivant d’une série de cobayes créés par Hojo, dont le but était de cloner Sephiroth à l’identique. Alors que Tifa ne peut réfuter les propos de Sephiroth, Cloud prend finalement conscience de la réalité : tous les souvenirs qu’il avait de Nibelheim étaient ceux de ce mystérieux membre du SOLDAT et ont été introduits d’une manière quelconque dans son esprit. Puis il retrouve le véritable corps de Sephiroth, celui-là même qui a disparu après les événements de Nibelheim, en plein sommeil dans un cristal de Mako ; il comprend alors que toutes leur rencontres avec Sephiroth depuis le début de leurs aventures ne provient que de la capacité de Jénova à changer de forme mais également à créer des clones d’elle-même. Conscient du rôle logique que Cloud devrait avoir en tant que clone de Sephiroth, il lui remet la matéria noire, entraînant le réveil de Sephiroth et l’effondrement de sa défense de Mako et par le même coup, l’éveil des Armes. Pendant le tremblement de terre qui suit, Cloud est séparé de ses compagnons et tombe dans les entrailles de la planète, porté par la Rivière de la vie. Alors que le Météore s’approche de la planète, la Shinra concentre ses efforts sur la protection des hommes face aux Armes, qui perçoivent les humains comme une menace pour Gaïa.
AVALANCHE localise Cloud sur une île tropicale. Empoisonné au Mako, il est dans un état catatonique. Mais une Arme survient et déchire l’île en deux, faisant une nouvelle fois sombrer Cloud et Tifa dans les méandres de la Rivière de la vie. Étant tous deux dans l’âme de la planète, Tifa entre mystérieusement dans le subconscient de Cloud. Là, elle reconstruit la mémoire de Cloud. Elle lui apprend qu’elle possédait un ami d’enfance qui s’appelait effectivement Cloud et que celui-ci correspond aux souvenirs que Cloud a de lui-même. Puis ils voient ensemble ce que Sephiroth a voulu montrer précédemment : les apparitions que Cloud avait de lui lors des évènements du réacteur appartiennent en réalité à ce jeune membre du SOLDAT aux cheveux noirs. Mais alors qu’ils s’apprêtent à revenir dans leur monde, Tifa aperçoit de nouveaux souvenirs dans lesquels ils pénètrent et où ils apprennent le véritable déroulement des évènements. Cloud n’était pas ce membre du SOLDAT aux cheveux noirs qui accompagnait Sephiroth, mais seulement un des deux miliciens envoyés pour les assister (Cloud n’ayant en fait jamais pu réaliser le rêve de son enfance : devenir comme Sephiroth). Cloud se rappelle alors que le personnage aux cheveux noirs auquel il s’identifiait était son meilleur ami, Zack. Au cours de la destruction de Nibelheim, Tifa et Zack sont terrassés par Sephiroth ; Cloud tient alors la promesse qu’il avait faite à Tifa dans sa jeunesse : venir la sauver si elle était en danger. Dans la salle contenant Jénova, il attaque Sephiroth mais celui-ci le transperce de son sabre ; au prix d’un effort surhumain, Cloud parvient à le précipiter dans la Rivière de la vie alors qu’il tient la tête de Jénova : son corps et son esprit sont conservés dans le Mako, finissant par échoir à l’intérieur du cratère de la météorite. Alors que Tifa est ramenée en sécurité à Midgar, Cloud et Zack, grièvement blessés, sont capturés par la Shinra pour étouffer l’affaire. Le professeur Hojo les soumet à des expériences visant à « améliorer » les membres du SOLDAT. Mais Hojo ne se préoccupe pas de la santé de ses sujets, et tous à part Zack entrent dans un état comateux. Près de cinq ans plus tard, Zack s’enfuit de son tortionnaire en emportant Cloud avec lui. Mais l’injection des cellules de Jénova couplée à des douches de Mako induisent une confusion dans l’esprit de Cloud, et les cellules aliens de son corps permettront plus tard à Sephiroth de contrôler l’esprit de Cloud. Après sa fuite, Zack est abattu par des agents Shinra près de Midgar. Mourant, il demande à Cloud de vivre pour eux deux. Cloud se construit alors inconsciemment une fausse identité autour du comportement et des souvenirs de Zack, et c’est comme tel que Tifa le retrouve peu avant le début du jeu. Tifa et Cloud se reconnaissant alors réellement pour la première fois depuis le commencement de leurs aventures, en tant que véritables amis d’enfance, chacun secrètement amoureux de l’autre, et remontent ensemble la Rivière de la vie pour retrouver le reste du groupe.
Maintenant qu’il a retrouvé son passé, Cloud se reprend et rejoint AVALANCHE. Le groupe apprend qu’Aeris possédait une matéria connue sous le nom de Sacre, le seul sort capable de s’opposer au Météore. Jugeant la menace des Armes plus imminente que celle de Sephiroth, la Shinra et AVALANCHE les attaquent. La Shinra est quasiment détruite au cours des affrontements. Cependant, grâce au canon géant de la compagnie et à l’énergie des multiples réacteurs Mako de la capitale, une des armes est détruite, et par la même occasion le dôme de protection formé autour du Cratère Nord. Mais le groupe apprend qu’un deuxième tir est prévu, cette fois-ci directement dans le cratère, c’est-à-dire sur Sephiroth, qui ne demande qu’à être exposé à une dose immense d’énergie Mako : ce tir, orchestré par Hojo, permettrait d’accélérer le processus qui conférerait à Sephiroth le pouvoir d’un dieu. Hojo se révèle en fait comme le père de Sephiroth, lui et sa maîtresse ayant été des adjoints du professeur Gast, et ont soumis leur futur enfant à des tests impliquant Jénova. Lorsque Hojo tente d’aider Sephiroth à contrôler la Rivière de la vie, AVALANCHE n’a pas d’autre choix que de le combattre et le tue. Le groupe se rend finalement au Cratère Nord et traverse le manteau de la planète jusqu’à son cœur, où ils affrontent Sephiroth dans le combat final. L’ayant vaincu, ils libèrent Sacre, mais le Météore est alors trop près de la surface de la planète, et le sort est impuissant. Midgar est déjà largement détruite lorsque la Rivière de la vie elle-même s’élève de l’écorce de Gaïa et repousse le Météore, permettant à Sacre de détruire l’invocation. Au cours de l’épilogue qui suit, les ruines de Midgar sont montrées cinq cents ans plus tard : le paysage autrefois ravagé et désertique est désormais envahi par la forêt...

## Système de jeu

### Généralités
Comme de nombreux jeux de rôle en général, Final Fantasy VII comporte trois phases de jeu distinctes : la carte du monde ; les villes, « donjons » et autres lieux ; l’écran de combat.
Les déplacements sur la carte du monde permettent aux joueurs de circuler entre les différents lieux de l’aventure. Ces déplacements, lorsqu’ils se font à pied, sont régulièrement entrecoupés de combats générés aléatoirement pendant lesquels le joueur doit affronter la faune locale (souvent des créatures imaginaires ou des monstres). Lors des déplacements à pied, le joueur dirige le leader de l’équipe, représenté avec une taille disproportionnée par rapport aux autres éléments (nommé format SD pour Super Deformed). On peut aussi se déplacer à l’aide d’autres moyens de transport comme des chocobos ou les aéronefs qui sont disponibles après certains développements du scénario.
À partir de la carte, le joueur peut accéder aux différents lieux du jeu : il pénètre alors dans un environnement bien plus détaillé où les personnages sont cette fois représentés à une échelle réaliste. Ce gameplay « vue intérieure » est celui sur lequel le joueur passe le plus de son temps, la quasi-totalité des dialogues et des avancements du scénario s’y déroulent. Il peut rencontrer des ennemis quand il se déplace dans ce type de cadre, mais jamais à l’intérieur même des villes.
Au début de l’aventure, le joueur est restreint à la ville de Midgar, et la liberté de déplacement dans l’ensemble du monde est acquise progressivement. Le déroulement du jeu est très encadré et se fait à l’aide de nombreuses séquences scriptées, qui ne peuvent être ignorées. Les dialogues présentent parfois des propositions multiples laissées au choix du joueur, elles influencent le scénario dans une moindre mesure et permettent surtout au joueur d’interagir directement avec les protagonistes. Des cinématiques se déclenchent lors de certains passages clés du scénario, et ceci pour la première fois dans l’histoire de la série.

### Combats
Enfin, l’écran de combat apparaît quand le joueur est confronté à un ennemi. Dotées d’un système de caméra dynamique et d’un thème musical très énergique, les batailles se déroulent dans une « arène de combat » en 3D qui représente le lieu où se déroule l’affrontement. Le joueur dirige les actions des trois personnages présélectionnés qui forment son groupe par l’intermédiaire de plusieurs options disponibles via des menus en bas de l’écran. Le jeu utilise le système Active Time Battle déjà apparu dans les trois Final Fantasy précédents : une jauge se remplit en fonction de la caractéristique vitesse du personnage et, lorsqu’elle est pleine, le personnage peut effectuer une action.
Final Fantasy VII utilise un système d’habiletés à base de matérias qui s’équipent en les insérant dans des orifices sur les armes et armures. Au combat, les matérias permettent aux personnages d’accéder à des magies ou à certaines habiletés. Elles peuvent être combinées de nombreuses façons, renforçant le côté stratégique des combats. Les matérias peuvent également permettre d’appeler des invocations, pour lesquelles Tetsuya Nomura décide de fournir des séquences élaborées, dont l’une dure plus d’une minute. Cette idée est incorporée dans les épisodes suivants de la série.
Une technique introduite dans Final Fantasy VI, la « desperation attack », réapparaît ici dans une version modifiée : la limite. Chaque personnage jouable possède une jauge de limite qui se remplit peu à peu chaque fois qu’il reçoit des dommages au cours des batailles. Quand la barre est pleine le personnage accède à une attaque spéciale dévastatrice. Nomura a modifié les desperation attacks en raison de leur faible probabilité d’occurrence dans Final Fantasy VI, où elles remplacent aléatoirement l’attaque de base quand les points de vie du personnage sont très bas.
Une fois le combat terminé, les personnages gagnent un certain nombre de points d’expérience, de points d’habileté (AP ou ability points) servant à augmenter la puissance des matérias, de gils (la monnaie du jeu) et éventuellement certains objets.

## Développement

### Genèse
Depuis le succès du premier opus en 1987, Final Fantasy devient la série phare de Square, et c’est tout naturellement qu’après le grand succès critique de Final Fantasy VI en 1994, Hironobu Sakaguchi, le directeur de tous les précédents épisodes, s’attelle au scénario de celui-ci et prend en charge la production du nouveau jeu.
La première version de l’histoire est très différente du récit final : « Je pense qu’il voulait faire quelque chose comme une histoire policière » commentera plus tard Nomura. Un policier pourchassait les personnages principaux dans la ville de Midgar, qui souhaitaient alors faire exploser la ville. Le récit change ensuite profondément lorsque Yoshinori Kitase prend en charge la direction du projet et appelle plusieurs figures de Square. Tetsuya Nomura crée alors les personnages de Cloud, Barret et Aeris, qui sont les premiers à être intégrés au jeu. Kitase et Kazushige Nojima intègrent l’idée de la mégacorporation Shinra et du groupe AVALANCHE, et développent l’histoire de Cloud, et ses relations avec Sephiroth. Sakaguchi ajoute ensuite la notion de Rivière de la vie à son scénario original. Yoshinori Kitase confirmera lors d'une interview en 2017 que les évènements FFVII et FFX prennent place dans le même monde.
Au cours de l'ébauche de l'histoire de FFVII, Soraya Saga évoque l'idée que le protagoniste soit un soldat partiellement amnésique avec plusieurs personnalités. Avec Tetsuya Takahashi et Tetsuya Nomura ils commencent à développer un monde qui sera jugé trop sombre et complexe pour un Final Fantasy par Square et qui sera amené à devenir Xenogears,. 
Les précédents Final Fantasy ayant tous reposé sur des graphismes 2D, le passage à la 3D ne se fait pas sans quelques appréhensions. Yoshinori Kitase soutient l’utilisation des techniques modernes d’infographie 3D déjà utilisées dans d’autres jeux à l’époque car il craint que sa série fétiche ne soit mise de côté si elle ne s’adapte pas aux nouvelles normes en matière de graphisme. Mais l’équipe n’a alors aucune expérience de ces procédés.

### Final Fantasy CGI
Afin de se familiariser avec les nouvelles techniques d’infographie, les programmeurs décident de mettre en place un petit jeu expérimental développé grâce à la station de travail Onyx de Silicon Graphics. Une démonstration du logiciel est faite au salon Siggraph de Los Angeles en août 1995, appelé Final Fantasy VI: The Interactive CG Game (ou Final Fantasy CGI), la vidéo présente une bataille entre des personnages de Final Fantasy VI et un golem, modélisés en 3D temps réel. Le logiciel présente des éléments interactifs ainsi qu’un système de caméra dynamique impressionnant pour l’époque. Cette expérience convainc l’équipe de développement d’utiliser cette technologie pour Final Fantasy VII. En raison de la grande quantité de mémoire requise pour stocker des vidéos de haute qualité utilisant des personnages en 3D et des images de synthèse élaborées, Square souhaite se servir du format CD-ROM, seul capable de répondre aux besoins du projet,.
Cependant Nintendo, dont les consoles avaient accueilli tous les précédents titres de la série Final Fantasy, annonce que sa prochaine Nintendo 64 utilisera des cartouches ; ce choix ne correspond pas aux nouvelles ambitions de Square. Alors que la presse est persuadée que le jeu est en préparation pour la console 64 bits de Nintendo, Square décide de mettre fin à sa longue relation avec Nintendo et déclare le 12 janvier 1996 que Final Fantasy VII est en développement pour la PlayStation de Sony,.
En 1996, une version de démonstration du jeu est délivrée lors du salon professionnel Tokyo Game Show. Ce disque, intitulé Square’s Preview Extra, présente la première démo jouable de Final Fantasy VII ainsi que la vidéo Final Fantasy CGI du Siggraph de 1995. La démo, toute en japonais, permet d’effectuer la première partie du jeu, à Midgar. On note cependant quelques différences, principalement la présence d’Aeris dans le groupe dès le début du jeu.
Le développement du jeu à proprement parler commence fin 1995, et exige les efforts de plus d’une centaine d’artistes et de programmeurs,. D’autre part, Sakaguchi fait appel à des professionnels de Hollywood pour l’aider dans la réalisation des séquences cinématiques, leur technique l’influence beaucoup dans la mise en scène et le déroulement du jeu. Square mise alors beaucoup sur le projet et alloue un budget d’environ 45 millions de dollars. Square crée à cette occasion une cellule spécialisée dans le développement des séquences cinématiques basée à Hawaï.

### Changements

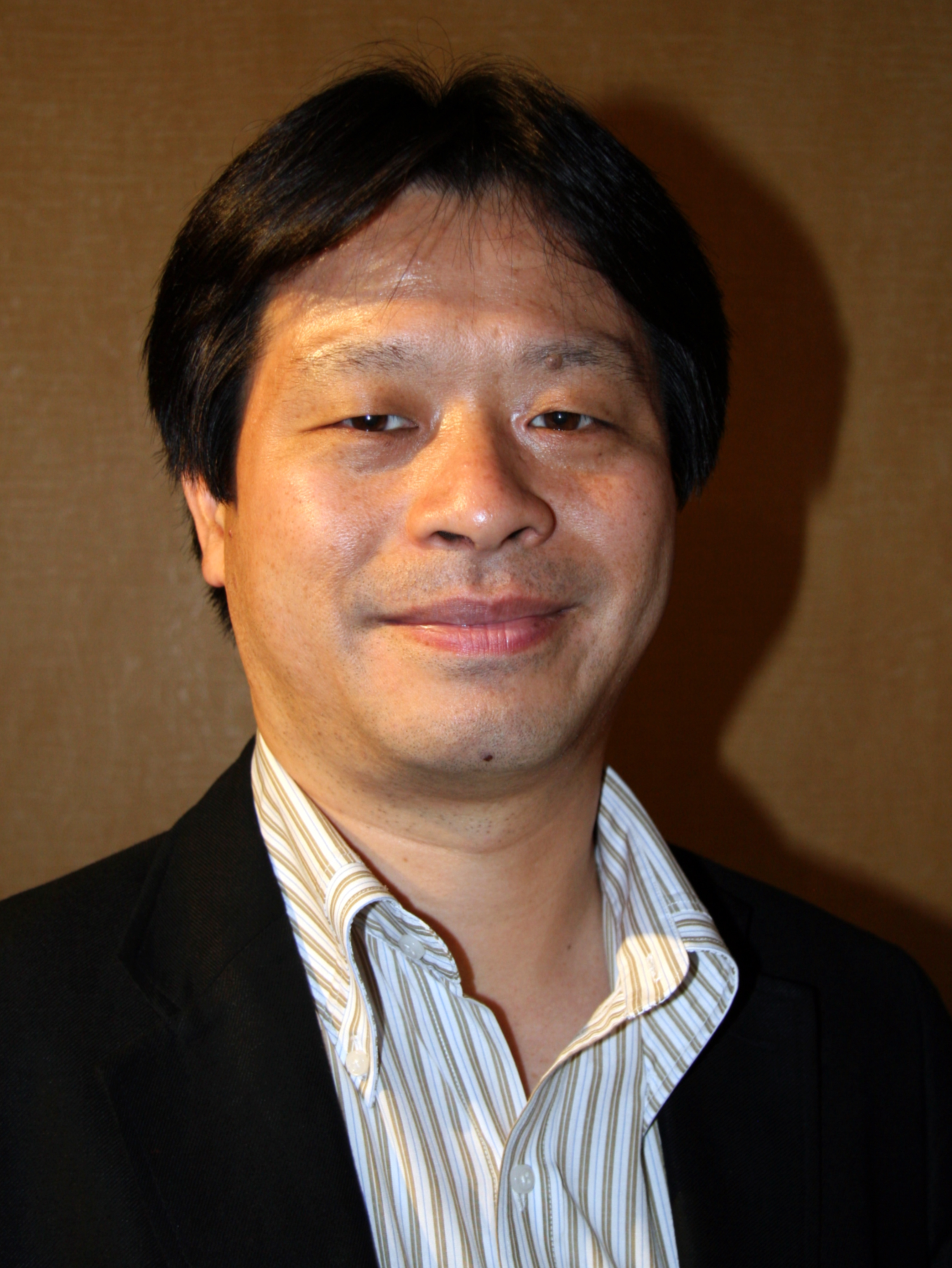
Yoshinori Kitase est le directeur du projet.

La transition des graphismes 2D aux environnements 3D est un véritable défi pour l’équipe de développement, des personnages générés en 3D temps réel doivent être intégrés à des décors en 3D précalculée. Les développeurs utilisent des logiciels parmi les plus performants de l’époque, comme PowerAnimator ou Softimage. L’équipe adopte alternativement des décors en 3D précalculée et des environnements conçus à la main par les artistes de Square pour tenter de présenter le jeu d’une manière bien plus réaliste et détaillée qu’auparavant, ce processus de création est « une tâche effrayante » selon Kitase.
Kitase déclare « à partir du moment où la décision d’utiliser le CD a été prise, il [Hironobu Sakaguchi] établit une procédure pour l’équipe : « Si le joueur se rend compte du temps d’accès, nous aurons échoué » » (les temps de chargements sur le support cartouche sont quasiment nuls). L’équipe s’attache donc à mettre en place une atmosphère immersive : outre l’omniprésence des musiques, cela aboutit à la programmation de diverses animations à activer pour attirer l’attention du joueur pendant que le jeu charge les données. Grâce à la grande capacité de stockage du support CD par rapport aux précédentes cartouches de Nintendo, l’équipe utilise des techniques d’infographie afin de mettre en place plusieurs scènes cinématiques de haute qualité pour une durée totale de 40 minutes. C’est une utilisation sans précédent dans les jeux vidéo sur console de l’époque.
Yoshitaka Amano, le character designer attitré de la série, est écarté de sa place habituelle, son style est considéré comme trop fin pour être compatible avec le format visuel du projet. C’est alors Tetsuya Nomura qui prend en charge la création des personnages tandis qu'Yoshitaka Amano s’occupe de la conception de la carte du monde et du fameux logotype du jeu. Mais là encore, Nomura simplifie beaucoup son style en raison des limitations graphiques qu’implique le projet. En définitive l’apparence « manga » donnée aux personnages est considérée comme plus facile à adapter au vu des capacités de mémoire restreintes de la PlayStation et de sa maîtrise encore débutante. Les personnages, lorsqu’ils se déplacent sur la carte ou dans les décors, sont modélisés de manière succincte en super deformed. Ce qui n’est pas le cas lors des combats, où la qualité visuelle est revue à la hausse afin que les graphismes du jeu ne tranchent pas trop en comparaison des séquences cinématiques.

### Concepts et inspirations
Pour Yusuke Naora, le directeur artistique, l’ambiance « sombre [et] étrange » du jeu est rendue possible notamment grâce à l’utilisation d’effets graphiques qui « évoquent une lumière sortant de l’obscurité ». Selon les concepteurs, l’histoire de Final Fantasy VII tente de s’inscrire dans une atmosphère réaliste tout en s’inspirant de nombreux mythes, légendes, et concepts religieux et philosophiques « [utilisés] comme cadre pour des aspirations éthiques plus nobles, et écologiquement concernées ». Ces concepts sont pris en compte lors de la création des noms des personnages ou des lieux (Sephiroth, Midgar, etc. ; cf. sous-articles). On peut en particulier remarquer la personnification de la planète Gaïa (en référence directe aux théories Gaïa) par l’intermédiaire de la Rivière de la vie (sa conscience) et du Mako (son énergie). La volonté d’un certain nombre de personnages de protéger et respecter la nature n’est pas sans rappeler la philosophie shintô.
Dès les premières phases de développement, le scénario prévoit la mort d’un des personnages principaux. Pour Nomura, Cloud ne peut pas mourir en raison de son rôle de chef de file, de même que la mort d’un personnage tel que Barret lui paraît déjà être un trop grand cliché dans la série Final Fantasy et dans la fiction en général. Il exprime ses critiques face à la présentation fréquente de la mort d’un personnage comme une trouvaille inspirée de la part des scénaristes qui n’hésitent généralement pas à faire revenir le protagoniste dans la suite du récit ; une idée généralement issue de la vision romantique du sacrifice et de la résurrection. C’est pourquoi il suggère que la disparition d’Aeris soit irrévocable, présumant que le public ne s’attendrait pas à un tel changement et que cela insisterait sur le caractère soudain, rude et irréversible de la mort dans la continuité de l’atmosphère grave du jeu. Ce qui lui permet alors d’introduire son personnage de Tifa comme nouvelle héroïne.
Les membres de l’équipe de développement souhaitent que certains aspects de l’histoire du jeu restent ouverts à l’interprétation des joueurs,. Le scénariste Kazushige Nojima a expliqué qu’il souhaitait que les joueurs se sentent encouragés à spéculer sur ce que pourraient être les pensées personnelles de Cloud lors de certains événements plutôt que de leur fournir des indications trop précises,. Par exemple, la vidéo qui sert d’épilogue au jeu laisse le sort de l’humanité ambiguë (on y voit les restes de Midgar envahis par la végétation, mais aucune trace de présence humaine). Il faut attendre la suite de l’histoire, c’est-à-dire le film Final Fantasy VII Advent Children sorti en 2005 pour en savoir plus,, mais là encore, le sort final de l’humanité n’est pas clair. À la sortie d’Advent Children, Kitase suggère que l’épilogue du jeu pourrait signifier l’extinction de l’humanité. Mais Nomura a depuis déclaré que la scène finale du jeu symbolise l’homme vivant en harmonie avec la nature.
Plusieurs œuvres ont inspiré l'ambiance, les décors et les personnages de Final Fantasy VII : on retrouve ainsi dans le secteur 5 un décor directement tiré du manga Akira de Katsuhiro Ōtomo (publié entre 1982 et 1990), mais aussi les avions comme le Gelinka empruntés à Nausicaä de la vallée du vent, première réalisation d'Hayao Miyazaki (1984), qui contient également des thématiques écologistes proches de FF7 ; cette dernière œuvre, à laquelle la série des Final Fantasy empruntait déjà les chocobos depuis Final Fantasy II, est citée par Hironobu Sakaguchi comme une de ses références majeures.

## Bande-son

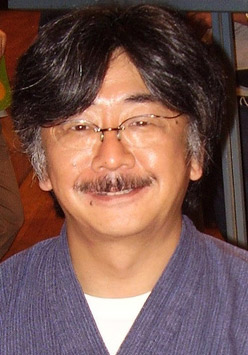
Nobuo Uematsu est à l’origine de la bande-son du jeu

La bande-son de Final Fantasy VII est composée par Nobuo Uematsu, qui intègre des musiques directement générées par le processeur sonore de la PlayStation grâce à l’utilisation de fichiers en MIDI. Ce choix, fait en accord avec l’équipe de développement, permet au processeur central de la console de traiter les données audio plus rapidement. Les développeurs peuvent alors se concentrer davantage sur l’amélioration du moteur 3D du jeu, et prévenir ainsi des temps de chargement trop longs. Cette méthode sera réutilisée par la suite par Square pour plusieurs jeux développés sur la PlayStation, dont le successeur direct Final Fantasy VIII. Final Fantasy VII devait initialement comporter plusieurs morceaux chantés, mais ils sont retirés en raison des limitations techniques qu’imposent les musiques enregistrées. Finalement seul le thème du combat final, One-Winged Angel, contient des parties chantées.
Le jeu intègre des morceaux de bonne qualité, qui tranchent avec les performances médiocres des consoles précédentes en raison du support cartouche. De l’avis même des critiques, la musique de Final Fantasy VII est l’un des points forts du jeu. Square distribue par la suite les musiques du jeu dans trois albums :
- Final Fantasy VII Original Soundtrack, qui contient l’ensemble des musiques originales du jeu, réunies sur quatre CD[45].
- Final Fantasy VII Reunion Tracks est une sélection de thèmes, dont trois sont arrangés et joués par un orchestre symphonique[46].
- Piano Collections Final Fantasy VII présente certains thèmes du jeu réarrangés pour le piano[47].

Outre le thème principal, deux morceaux acquièrent une certaine notoriété : l’Aeris’ Theme, relatif au personnage touchant d’Aeris, que l’on entend lors de certaines scènes cruciales, et One-Winged Angel, pièce martiale dotée de chœurs chantant en latin quelques stances des Carmina Burana et servant de fond sonore à l’ultime bataille du jeu.

## Commercialisation
En raison de l’ampleur du projet ainsi que du nombre de nouvelles techniques à mettre en place (il ne s’agit que du deuxième jeu développé par Square sur PlayStation), la production de Final Fantasy VII est précipitée durant les derniers mois pour respecter le calendrier prévu. Malgré cela, la sortie du jeu est repoussée de décembre 1996 à janvier 1997 au Japon, faisant rater à Square la période des fêtes de fin d’année, généralement très bénéfique pour l’industrie du jeu vidéo. Mais la version mise à disposition n’est pas totalement achevée, et il faut attendre la sortie américaine le 7 septembre 1997 pour obtenir la version définitive. Cette version présente quelques nouveautés mineures au niveau du gameplay et de l’histoire (ces ajouts seront incorporés à la version International éditée en octobre au Japon).
Sony Computer Entertainment s’occupe de la distribution du jeu en Amérique du Nord et en Europe, et espère grâce à ce titre augmenter les parts de marché de la PlayStation dont les ventes à l’époque sont encore moyennes. En Amérique du Nord, la sortie est précédée de la plus grande campagne de marketing qui ait été faite pour un jeu vidéo. D’une durée de près de trois mois, Sony y investit un budget de 100 millions de dollars. L’essentiel de la campagne se compose de trois spots publicitaires de 30 secondes diffusés sur les grandes chaînes télévisées, d’une opération promotionnelle en collaboration avec les sodas Pepsi, et de réclames non seulement dans la presse spécialisée comme c’était déjà le cas à l’époque, mais également dans des publications imprimées à forte influence (Spin, Rolling Stone, Playboy).
D'abord annoncé le 7 novembre 1997 pour l'Europe,,,, le jeu est finalement publié le 14 novembre 1997,,, et c’est une première pour la série Final Fantasy, l’Europe n’ayant jusque-là connue que peu de jeux vidéo de rôle d’origine japonaise. L’attente de plus de neuf mois pour les joueurs européens (commun dans le monde des jeux vidéo) par rapport à la première sortie du jeu est principalement due au travail à fournir par la firme sur la localisation du jeu (traduction, mise aux normes européennes PAL-SECAM).
Le portage PC de Final Fantasy VII est réalisé par Square et publié par Eidos Interactive le 25 juin 1998 en Amérique du Nord et en Europe, cette version ne sera pas commercialisée au Japon. Cette nouvelle sortie (sur quatre CD cette fois), près de 7 mois après la version européenne, présente des graphismes plus lisses et corrige certaines erreurs, toutefois, elle souffre également de ses propres bugs et défauts, en raison de problèmes de gestion du projet et de problèmes inhérents à l’architecture PC. La version PlayStation n’était effectivement pas conçue pour être portée sur d’autres plates-formes. De plus, l’équipe chargée du portage était entièrement différente de l’équipe ayant développé le jeu PlayStation, et de nombreuses ressources n’étaient plus disponibles. Par exemple, les scènes cinématiques ne pouvaient pas être regénérées et ont dû être réencodées à partir des cinématiques de la version PlayStation.

## Accueil

### Popularité
Final Fantasy VII est à la fois un succès critique et commercial, le jeu bat rapidement plusieurs records de ventes. Après une forte attente au Japon, où la série a toujours eu un grand succès, le jeu s’écoule à 2,3 millions d’unités trois jours seulement après sa sortie dans l’archipel. Cette popularité pousse des milliers de détaillants en Amérique du Nord à distribuer le jeu plusieurs jours avant la sortie officielle en septembre pour répondre à la demande du public. En Amérique du Nord, le jeu se vend à 330 000 exemplaires lors du premier week-end d’exploitation, et atteint les 500 000 unités vendues en moins de trois semaines. Le succès du jeu se maintient encore pendant plusieurs mois, et Sony annonce que le titre s’est écoulé à un million d’exemplaires sur le continent au début du mois de décembre 1997. En mars 2006, les diverses versions du jeu se sont vendues à 5,4 millions d’unités au Japon pour un total de 9,8 millions d’exemplaires à travers le monde, ce qui en fait le Final Fantasy qui s’est le mieux vendu à ce jour.
Final Fantasy VII est probablement aujourd’hui l’épisode le plus populaire de la série,. En mars 2006, il se classe à la seconde place des « 100 jeux préférés de tous les temps », sondage effectué auprès des lecteurs du magazine japonais Famitsu, tout comme dans le classement du site français jeuxvideo.com en septembre 2017, alors que les utilisateurs du site américain GameFAQs l’élisent Best Game Ever en 2004 et 2005. Sephiroth reste lui aussi l’un des méchants les plus populaires des jeux vidéo. En octobre 2005, l’équipe du magazine Electronic Gaming Monthly l’élit meilleur boss des jeux vidéo à l’unanimité. Au cours du printemps de la même année, il gagne également le concours du « meilleur méchant » organisé par GameFAQs.

### Critiques
Le jeu reçoit des critiques élogieuses de la part des principales publications vidéoludiques dans les trois pôles du marché (Japon, Amérique du Nord et Europe). Les critiques acclament surtout l’histoire du jeu et son univers prenant, les musiques de grande qualité et le système de combat intéressant grâce à l’utilisation de matérias.
GameSpot remarque que « jamais auparavant la technologie, la jouabilité et la narration n’ont été aussi bien associées que dans Final Fantasy VII ». Gamekult affirme qu’il y a « [une] rupture de notre perception des jeux vidéo dans l’approche fondamentalement cinématographique de Final Fantasy VII ». Au moment de sa sortie, le site multimédia IGN insiste sur le fait que « les graphismes sont à des années-lumière de ce qui a été vu sur la PlayStation » et affirme que le système de combat est le point fort du jeu. RPGamer fait l’éloge de la bande sonore du jeu, indiquant que Uematsu fait un travail « exceptionnel » et qu’il « est peut-être ici au meilleur de sa forme ».
Mais Final Fantasy VII n’est pas exempt de défauts. Plusieurs critiques mettent en avant la mauvaise localisation du jeu en Amérique du Nord et en Europe. Official U.S. PlayStation Magazine qualifie la traduction d’« un peu trouble, ce qui provoque une confusion inutile et embrouille un scénario pourtant subtil ». Un membre de RPGamer va également dans ce sens : « [le jeu] est loin d’être parfait », la traduction est « remplie de fautes de frappe et d’autres erreurs qui obscurcissent un scénario déjà déroutant ». GameSpot insiste de plus sur la progression relativement linéaire du jeu. D’autres soulignent des séquences d’invocations fastidieuses, des combats trop nombreux ou reprochent le fait que ceux-ci ne s’effectuent qu’avec un groupe de trois personnages,. Néanmoins, rares sont les critiques qui notent le jeu en dessous de 8/10. Les agrégateurs Metacritic et GameRankings totalisent tous deux une moyenne de notes de 92 %,.
Les critiques se font en revanche plus acerbes concernant la version PC du jeu. Bien que celle-ci corrige nombre de fautes de traduction et d’orthographe, elle souffre de la comparaison avec la version console. En premier lieu, les cinématiques subissent de nombreuses défaillances: transformées en fichiers AVI, des problèmes d’éclairage se font sentir lorsque le joueur n’a tout simplement pas droit à un écran noir. D’autre part, les fichiers sons en MIDI sont relativement mal transcrits par les ordinateurs de l’époque, ce qui gâche l’un des points forts du jeu. Les contrôles ne peuvent s’effectuer à la souris et nécessitent donc l’achat d’une manette à moins de se restreindre aux contrôles malaisés sur clavier. Seuls les graphismes des personnages sont supérieurs grâce à l’anticrénelage, pourtant la qualité des décors lors des combats est revue à la baisse.
Le jeu fait également l’objet de critiques de la part d’associations de parents inquiets de la violence dans les jeux vidéo. En particulier aux États-Unis, où à la suite des événements de la fusillade du lycée Columbine en 1999, plusieurs parents de victimes déposent une plainte contre les sociétés d’édition et de développement de nombreux jeux vidéo, et réclament 5 milliards de dollars. Parmi les coaccusés, se trouve Eidos Interactive, l’éditeur de la version PC du jeu ; Final Fantasy VII est d’ailleurs directement cité.

## Postérité

### Influence
En raison de ses avancées notables en termes de technique et de sa grande popularité, Final Fantasy VII est généralement considéré comme un titre très influent dans l’histoire des jeux vidéo. Il permet aux jeux de rôle console de se faire une place sur le marché du jeu vidéo en dehors du Japon. Un analyste des affaires commente : « Sony a redéfini la catégorie des jeux de rôle conventionnels et a élargi son audience avec le lancement de Final Fantasy VII ». À cette époque, rares sont les jeux de rôle à être localisés en Amérique du Nord et encore plus rares sont ceux qui bénéficient d’une sortie sur le vieux continent. Seuls quelques hardcore gamers ou rares joueurs passionnés ayant de bonnes connaissances en japonais commandent des jeux en import.
Au début du développement, alors que Nintendo insiste pour que la série se poursuive sur sa prochaine Ultra 64, un nouveau conflit éclate entre les deux firmes. Sony quant à lui est nouveau sur le marché des jeux vidéo et tente d’attirer les éditeurs tiers. Lorsque Square annonce que son Final Fantasy VII est en préparation pour la PlayStation, c’est un mini coup d’État qui se déroule dans le monde des jeux vidéo,, une licence aussi populaire que Final Fantasy va évidemment attirer beaucoup de monde sur la console de Sony. On soupçonne à cette époque Square d’avoir signé un contrat d’exclusivité avec Sony, ce qui pourrait expliquer que Square ne programmera plus pour les consoles Nintendo pendant près de sept ans (période relativement longue dans les jeux vidéo). Tandis que le succès du jeu achève les espoirs de Sega et sa Saturn, c’est un coup dur pour la Nintendo 64. Le jeu est souvent cité comme un facteur important qui permet à Sony d’asseoir la domination de sa PlayStation sur le marché des consoles de cinquième génération.
Le jeu popularise l’inclusion de séquences en image de synthèse utilisées pour donner plus d’intensité aux passages-clés du scénario. Cette méthode est depuis devenue une norme dans la série Final Fantasy mais est également utilisée dans de nombreux jeux de rôle et jeux vidéo d’action/aventure en général (la série Onimusha par exemple). Les cinématiques du jeu permettent des progrès significatifs en infographie, et avec l’ouverture d’un studio spécialisé à Honolulu, Square acquiert alors une grande maîtrise de ces techniques, qui lui permettront en 2001 de produire le film photoréaliste Final Fantasy : les Créatures de l’esprit,. En janvier 2005, Electronic Gaming Monthly classe le jeu sixième de sa liste des « 10 jeux les plus importants » qui « ont aidé à redéfinir le secteur depuis […] 1989 ». Invoquant ses  « superbes cinématiques et un récit profond et introspectif », ils affirment que « le jeu de Square fut alors le premier jeu de rôle à dépasser, au lieu de copier, la narration cinématographique ».
Avec Final Fantasy VII International Version, Square introduit également la sortie des secondes versions pour les jeux vidéo très populaires ; les développeurs y ajoutent généralement quelques nouveautés minimes au niveau du gameplay et/ou du scénario (on peut entre autres citer les titres Final Fantasy X, XII, Kingdom Hearts, ou Star Ocean III).

### Jeux et films
| Compilation of Final Fantasy VII |
| Jeux vidéo |
| --- |
| - Before Crisis: Final Fantasy VII - Dirge of Cerberus: Final Fantasy VII - Dirge of Cerberus Lost Episode: Final Fantasy VII - Crisis Core: Final Fantasy VII |
| Films |
| - Final Fantasy VII Advent Children - Last Order: Final Fantasy VII                                                                                            |

À la suite de la grande popularité du jeu original, Square Enix initie en 2004 un projet intitulé Compilation of Final Fantasy VII. Dirigé par Tetsuya Nomura et Yoshinori Kitase, le projet est constitué d’un ensemble de jeux et de films basés sur l’univers de Final Fantasy VII, prolongeant ainsi les développements de l’histoire du jeu. Les personnages de Vincent et Zack sont particulièrement mis à l’honneur.
Bien qu’il ne soit pas compris dans la compilation, Square Enix édite en 2005 Final Fantasy VII Snowboarding. Disponible uniquement en Amérique du Nord, il s’agit d’un jeu de snowboard sur téléphone portable directement inspiré du mini-jeu inclus dans Final Fantasy VII.
Square Enix présente au salon Electronic Entertainment Expo de 2005 une vidéo de démonstration technique de la PlayStation 3 (PS3) où l’on peut voir la séquence d’ouverture de Final Fantasy VII recréée en utilisant la puissance de la nouvelle machine de Sony,. La vidéo est développée rapidement sous la direction de Yoshinori Kitase qui fait appel à Koji Sugimoto et Motomu Toriyama,. Dès lors, de nombreux fans et critiques spéculent sur la sortie prochaine d’un Final Fantasy VII mis à jour en utilisant la puissance de la console, bien que l’ensemble des déclarations de Square, par l’intermédiaire d’annonces officielles, ou de déclarations  de dirigeants tels que Yoichi Wada ou Kitase affirment que cette vidéo n’était destinée qu’à présenter les capacités techniques de la PS3 et qu’aucun projet de ce type n’est prévu,.
Square n’exclut en tout cas pas la possibilité de nouveaux projets basés sur l’univers de Final Fantasy VII. Kitase déclare en 2007 : « Aussi longtemps qu’il y aura des gens [de la firme] qui voudront créer [des jeux] et d’autres qui les attendront, nous ne voulons pas proclamer “la fin”. ».
En décembre 2015, Cloud est ajouté en tant que personnage jouable dans le jeu Super Smash Bros. for Nintendo 3DS / for Wii U, tout comme un stage inspiré de Midgar.
En décembre 2020, Sephiroth, l'antagoniste principal du jeu, est ajouté en tant que personne jouable dans le jeu Super Smash Bros. Ultimate.

### Remake
Le 15 juin 2015, la conférence de Sony à l'Electronic Entertainment Expo 2015 crée le buzz en dévoilant le trailer du remake du jeu PlayStation sur PlayStation 4. Le remake se présente sous forme de trilogie de jeux revisitant le scénario du jeu original. La première partie, Final Fantasy VII Remake, sort officiellement sur PlayStation 4 le 10 avril 2020. Le jeu est une exclusivité sur cette console pendant un an,. Le jeu sort ensuite sur PlayStation 5 puis sur Microsoft Windows en 2021,. La deuxième partie, Final Fantasy VII Rebirth, est annoncée en juin 2022 pour une sortie sur PlayStation 5 à l'hiver 2023-2024 ; le jeu sort ainsi le 29 février 2024. Une troisième partie complètera ensuite l'histoire.

### Produits dérivés
Comme c’est souvent le cas, Square met à disposition des joueurs divers produits dérivés de son Final Fantasy VII. À la sortie du jeu, on peut facilement trouver les habituels posters, stores ou figurines, mais également des tapis de souris ou des montres, accessoires très prisés des otakus. Plusieurs autres produits sont par contre distribués dans des proportions plus restreintes, destinés principalement aux collectionneurs, on peut les trouver surtout aux États-Unis et au Japon : une boîte à musique, des cartes ainsi que divers tee-shirts ou blousons. Par ailleurs, le guide officiel du jeu, édité par BradyGames atteindra en 2001 le million d’unités vendues.
À la suite de la reprise du projet avec Compilation of Final Fantasy VII, Square édite de nombreux produits dérivés, principalement destinés aux fans. Dans un premier temps, on peut trouver au Japon en 2005, un ouvrage intitulé Final Fantasy VII Ultimania Omega, la firme y dévoile de nombreux détails et explications sur l’univers et la création du jeu. L’ouvrage contient en particulier une nouvelle écrite par Benny Matsuyama : Maiden who Travels the Planet, elle narre le voyage d’Aeris dans la Rivière de la vie après son assassinat par Sephiroth et se déroule donc pendant la seconde partie de Final Fantasy VII.
De nouvelles figurines, cartes et posters sont également éditées. Enfin, lors de la Square Enix Party de mai 2007, Suntory distribue une boisson nommée « Final Fantasy VII Potion », produite en version limitée pour célébrer le dixième anniversaire de Final Fantasy VII, plusieurs rééditions grand public suivront.

### Citations du jeu
1. ↑  Squaresoft. Final Fantasy VII (PlayStation). Sony. 14 novembre 1997. Niveau/zone : Nibelheim (flashback) :Sephiroth : « La materia. La condensation de l’énergie Mako produit de la matéria. […] …la connaissance et la sagesse des Anciens sont contenues dans la matéria. Quiconque possède cette connaissance peut facilement utiliser les pouvoirs de la Terre et de la Planète. Cette connaissance interagit entre nous et la planète en faisant appel à la magie…enfin, comme ils disent. »
2. ↑  Squaresoft. Final Fantasy VII (PlayStation). Sony. 14 novembre 1997 :Aeris : « Aeris : Tu étais en quelle classe ? » 
 Cloud « Classe ? » 
 Aeris : « Tu sais bien, dans le SOLDAT. » 
 Cloud : « Ah, j'étais… en première classe. »
3. ↑  Squaresoft. Final Fantasy VII (PlayStation). Sony. 14 novembre 1997. Niveau/zone : Temple des Anciens :Cloud : « Red, Vincent, je compte sur vous pour protéger Youfie, Tifa et... Cait Sith. » 
 Vincent : « Comme tu voudras ! » 
 Youfie : « Quoi ? Me protéger ? Tu rigoles j'espère… Tiens, toi, protège-toi ! Je te prête Léviathan ! » 
 Cid : « Et moi ? Je ne suis pas quelqu'un de fort ? » 
 Cloud : « Toi Cid, il faut que tu restes près du Tiny Bronco, la Shinra n'est vraiment pas loin. » 
 Tifa : « Cloud… et moi ? » 
 Cloud : « J’ai besoin de toi ici, avec les autres, tu me comprends ? »
4. ↑  Squaresoft. Final Fantasy VII (PlayStation). Sony. 14 novembre 1997 :Cloud « C’est surprenant qu’elle ait réussi à échapper à la Shinra pendant toutes ces années… » 
 Elmyra : « La Shinra avait besoin d’elle. Alors, je ne pense pas qu’ils lui auraient fait du mal. »
5. ↑  Squaresoft. Final Fantasy VII (PlayStation). Sony. 14 novembre 1997. Niveau/zone : Mideel :Tifa : « Je me fiche de tout, sauf de Cloud… Je veux me tenir à ses côtés… »
6. ↑  Squaresoft. Final Fantasy VII (PlayStation). Sony. 14 novembre 1997. Niveau/zone : Auberge de Kalm :Cloud : « La force de Sephiroth est surnaturelle. Il est bien plus fort encore dans la réalité que dans toutes les histoires que vous avez pu entendre sur lui. »
7. ↑  Squaresoft. Final Fantasy VII (PlayStation). Sony. 14 novembre 1997. Niveau/zone : Midgar - Taudis du Secteur 5 (église) :Aeris : « Dis moi, Cloud. As-tu déjà été garde du corps ? Tu sais tout faire, n’est-ce pas ? » 
 Cloud : « ...... Oui, c’est vrai. » 
 Aeris : « Alors, sors-moi d’ici. Ramène-moi chez moi. »
8. ↑  Squaresoft. Final Fantasy VII (PlayStation). Sony. 14 novembre 1997. Niveau/zone : Midgar - Secteur 6 - Wall Market (Palais de Don Cornéo) :Don Cornéo : « La Shinra essaie d’écraser un groupe de rebelles appelé AVALANCHE et veut infiltrer leur cachette. Et ils vont vraiment les écraser… Au sens propre du terme. En brisant le support qui maintient la plaque au-dessus d’eux. » 
 Tifa : « En brisant le support !? » 
 Don Cornéo « Vous savez ce qui va se passer ? La plaque va s’effondrer et tout va sauter  !! !! J’ai entendu dire que leur cachette se trouvait dans les Taudis du secteur 7. »
9. ↑  Squaresoft. Final Fantasy VII (PlayStation). Sony. 14 novembre 1997. Niveau/zone : Midgar - Bâtiment Shinra (étage 69) :Président Shinra : « C’est une des rares survivantes des Anciens. Tu ne le sais pas ? Ils se faisaient appeler les Cetras, et ils vivaient il y a des milliers d’années. À présent, c’est une page oubliée de l’histoire. » 
 Rouge XIII : « Les Cetras… Cette fille, est une survivante des Cetras ? »
10. ↑  Squaresoft. Final Fantasy VII (PlayStation). Sony. 14 novembre 1997. Niveau/zone : Midgar - Bâtiment Shinra (étage 67) - Prison :Aeris : « Les Cetras naissent de la planète, communiquent avec la planète et peuvent l’ouvrir. Et......alors… Les Cetras retourneront à la Terre promise. Une terre qui promet un bonheur suprême. »
11. ↑  Squaresoft. Final Fantasy VII (PlayStation). Sony. 14 novembre 1997. Niveau/zone : Midgar - Bâtiment Shinra (étage 69) :Président Shinra : « Les Cetras, ou les Anciens, vont nous guider vers la “Terre promise”. J’ai beaucoup d’espoir en elle. » 
 Rouge XIII « La Terre promise ? N’est-ce pas une simple légende ? » 
 Président Shinra « Même si c’était le cas, pourquoi ne pas s'en assurer ?! On dit que la Terre promise est très fertile. …Si la terre est fertile… » 
 Barret « Alors il doit y avoir de l’énergie Mako ! »
12. ↑  Squaresoft. Final Fantasy VII (PlayStation). Sony. 14 novembre 1997. Niveau/zone : Mont Nibel (réacteur) :Cloud : « Ma Tristesse !? Ma famille… mes amis… La tristesse de voir qu'on me prenait ma ville !? C'est la même tristesse que la tienne ! » 
 Sephiroth : « Ha, ha, ha …ma tristesse ? Pourquoi suis-je triste ? Je suis l'Élu. J'ai été choisi pour régner sur cette planète. J'ai reçu l'ordre de vous reprendre cette planète, à vous, peuple stupide, pour la rendre aux Cetras. Pourquoi serais-je triste ? »
13. ↑  Squaresoft. Final Fantasy VII (PlayStation). Sony. 14 novembre 1997. Niveau/zone : Temple des Anciens :Aeris : « Une blessure suffisamment grave pour détruire la planète ? Blesser… la planète ? » 
 Sephiroth « Regarde cette fresque. La magie de destruction finale… le Météore. »
14. ↑  Squaresoft. Final Fantasy VII (PlayStation). Sony. 14 novembre 1997. Niveau/zone : Temple des Anciens :Aeris « Comment penses-tu parvenir à ne faire qu'un avec la Planète ? » 
 Sephiroth : « C'est simple. Si la santé de la Planète est en danger, elle réagit en rassemblant l’énergie spirituelle pour cicatriser cette blessure. La quantité d’énergie accumulée est proportionnelle à la gravité de la blessure. …Que se passerait-il si une blessure menaçait vraiment la vie de la planète ? Imagine la quantité d’énergie qui serait accumulée ! Ha ha ha. Et moi, je serai au centre de cette blessure. Toute cette énergie incommensurable m’appartiendra. Par une fusion avec toute l’énergie de la Planète, j’accéderai à une nouvelle forme de vie, à une nouvelle existence. En me fondant à la planète… je cesserai d’exister sous ma forme présente… pour renaître en tant que ‘Dieu’ et régner sur tous. »
15. ↑  Squaresoft. Final Fantasy VII (PlayStation). Sony. 14 novembre 1997. Niveau/zone : Village Glaçon :Ifalna : « Quelques Cetras survivants ont vaincu Jénova et l’ont enfermée. »
16. ↑  Squaresoft. Final Fantasy VII (PlayStation). Sony. 14 novembre 1997. Niveau/zone : Labyrinthe Tornade :Cloud : « Sephiroth ! Je sais que tu écoutes ! Je sais ce que tu veux dire ! Il y a cinq ans, je n’étais pas à Nibelheim. C’est ça, non ? » 
 Sephiroth « Je vois que tu finis par comprendre. » 
 Cloud « Mais, je veux te demander une chose. Pourquoi… pourquoi fais-tu ça ? » 
 Sephiroth « Ha, ha, ha... Je veux te ramener à la réalité. À celui qui m’a remis la matéria noire ce jour-là… Qui croirait qu’une expérience ratée serait finalement aussi utile… ? Hojo en mourrait, s’il savait. » 
 Cloud « Hojo !? Qu’a-t-il à avoir avec moi ?! » 
 Sephiroth « Il y a cinq ans, tu as été... fabriqué par Hojo, pièce par pièce, juste après l’incendie de Nibelheim. Un pantin fait de fringantes cellules de Jénova, de son savoir, et du pouvoir de Mako. »
17. ↑  Squaresoft. Final Fantasy VII (PlayStation). Sony. 14 novembre 1997. Niveau/zone : Mideel - Rivière de la Vie :Tifa : « Cloud !? Qu’est-ce que c’est Cloud ? Est-ce que ce sont... tes rêves ? Ou ..... ton.....subconscient..... ? Tu cherches, c’est ça ? Tu te cherches… toi même... Je vais t’aider aussi. On va travailler ensemble pour essayer de faire revenir la réalité… Mais… Où commencer ? »
18. ↑  Squaresoft. Final Fantasy VII (PlayStation). Sony. 14 novembre 1997. Niveau/zone : Mideel - Rivière de la Vie :Cloud « Oui… C’est moi… Je n’ai jamais pu devenir membre du Soldat… J’ai quitté ma ville natale, plein de prétention en affirmant à tous que j’allais y entrer mais… J’étais tellement gêné… Je ne voulais voir personne. Lorsque je t’ai vu [Tifa] attendre à l’entrée de la ville, j’ai tout de suite remis mon casque. »
19. ↑  Squaresoft. Final Fantasy VII (PlayStation). Sony. 14 novembre 1997. Niveau/zone : Cité des Anciens :Bugenhagen : « Le Sacre… la puissance de la Magie Blanche. Celle qui peut affronter le Météore. C’est peut-être notre dernier espoir de sauver la planète ! »
20. ↑  Squaresoft. Final Fantasy VII (PlayStation). Sony. 14 novembre 1997. Niveau/zone : Midgar - Secteur 8 :Cloud : « …Ton fils ? » 
 Hojo « Ha ha ha, même s’il l’ignore ! Ha ha ha ! Que pensera-t-il quand il découvrira que je suis son père ? Lui qui me méprise à ce point. » 
 Cloud « Sephiroth est ton fils !? » 
 Hojo « Ha, ha, ha… J'ai proposé la femme qui portait mon enfant pour le Projet Jénova du Professeur Gast. Lorsque Sephiroth était encore dans le ventre de sa mère, nous avons pris des cellules de Jenova… ha ha ha ! »